# Espace intercostal
Les onze espaces intercostaux sont les régions comprises entre deux côtes. Ils portent le numéro de la côte qui lui est supérieure.

## Description
Tous les espaces sont limités en arrière par les vertèbres thoraciques et en haut et en bas par les côtes et leur cartilage costal.
Les six premiers espaces intercostaux sont limités en avant par le sternum.
Les septième, huitième et neuvième espaces intercostaux sont limités en avant par les articulations interchondrales.
Les dixième et onzième espaces sont ouverts à l'avant.
Ils contiennent un ensemble de muscles et le pédicule vasculonerveux intercostal.

### Éléments musculaires
Les muscles intercostaux interviennent dans les mouvements respiratoires et sont organisés en trois couches.

#### Couche externe
La couche externe est composée par les muscles intercostaux externes. Ils occupent les espaces intercostaux entre les vertèbres et les articulations costo-chondrales.
En avant ils sont prolongés par la membrane intercostale antérieure.
En profondeur la membrane intercostale externe sépare les muscles intercostaux externes des muscles intercostaux internes.

#### Couche moyenne
La couche moyenne est composée par les muscles intercostaux internes. Ils occupent la moitié postérieure des espaces intercostaux.
En profondeur la membrane intercostale interne sépare les muscles intercostaux internes des muscles intercostaux intimes.

#### Couche profonde
La couche profonde est composée par les muscles intercostaux intimes. Ils occupent la partie médiale des espaces intercostaux entre les angles de la côte et les articulations costo-chondrales.
En profondeur la fascia endothoracique sépare les muscles intercostaux intimes de la plèvre.

### Pédicule vasculonerveux intercostal
Les pédicules vasculonerveux intercostaux sont composés, de haut en bas, d'une veine intercostale, d'une artère intercostale et d'un nerf intercostal.
Il chemine dans un canal ostéo-fibreux formé pal le sillon costal et un dédoublement de la membrane intercostale externe qui s'insère de chaque côté du sillon. Ils passent entre les muscles intercostaux internes et les muscles intercostaux intimes.

## Aspect clinique
Les procédures invasives telles que la ponction pleurale sont réalisées avec une entrée de l'instrument directement au-dessus du bord supérieur de la côte concernée, pour éviter d'endommager les faisceaux neurovasculaires qui est situé sous les bords inférieurs des côtes.